# Euclydes Barbosa
Euclydes Barbosa, genannt Jaú, (* 7. Dezember 1909 in São Paulo; † 26. Februar 1988 ebenda) war ein brasilianischer Fußballspieler.

## Karriere
Jaú soll seine Laufbahn bei einem Klub namens Scarpo aus São Paulo begonnen haben. Nachweislich spielte er fünf Jahre für den Verein SC Corinthians, wo er 143 Spiele bestritten haben soll. Mit dem Klub gewann der Spieler einmal die Staatsmeisterschaft von São Paulo. Nach einem Bestechungsskandal verließ Jaú den Klub Richtung Rio de Janeiro. Hier schloss er sich dem CR Vasco da Gama an, welchem er sechs Jahre treu blieb. Es folgten noch kürzere Abschnitte bei drei Vereinen, bevor er 1944 seine Karriere beendete.

## Nationalmannschaft
Seinen ersten Einsatz hatte Jaú bei der Campeonato Sudamericano 1937. Gleich im ersten Spiel sowie den weiteren fünf lief er als Mannschaftsführer auf. Dieses Amt verlor er bei der Fußball-Weltmeisterschaft 1938. Hier bestritt er nur eines der fünf Turnierspiele. Weitere Einsätze erhielt er bei der Copa Roca 1940.

## Erfolge
Corinthians
- Staatsmeisterschaft von São Paulo: 1937